# Salvius d'Albi

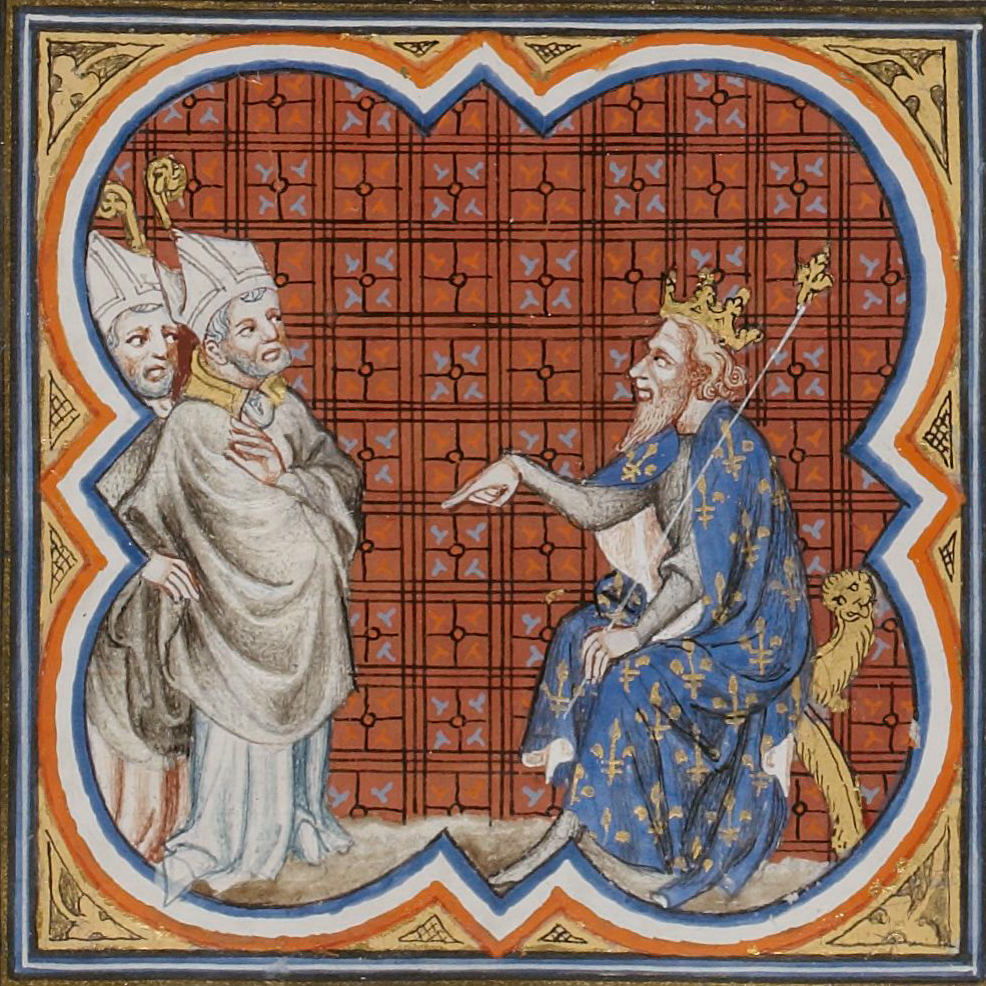
San Gregorio, arcivescovo di Tours, e san Salvius, vescovo di Albi, davanti a Chilperico I.

Salvius d'Albi spesso citato anche come Salvius, Sauve o Salvii (... – 584) è stato un vescovo di Albi in Gallia, tra il 574 e il 584 circa.

## Storia e leggenda

### Famiglia
Nel VI secolo, la famiglia Desiderii-Salvi, era ricca e potente, nota per la sua lontana parentela con Gregorio di Tours che ne scrisse la storia. Nel contesto della caduta dell'Impero romano, la Gallia era frammentata e conflitti incessanti scuotevano i territori. Didier, un nobile gallo-romano, si creò una vasta tenuta, ai confini degli Albigesi e del Quercy.
Questa famiglia darà due vescovi, Salvius d'Albi e Desiderio di Cahors. A quel tempo, queste ricche famiglie occupavano il potere civile e religioso, fungendo da tramite tra la popolazione gallo-romana e i regni nascenti: regno visigoto poi regni franchi.
Salvius godette di un'educazione coerente con il suo rango: diritto e discipline umanistiche, prima di diventare avvocato ad Albi. Successivamente divenne monaco ed eremita. Riapparso dopo qualche tempo di vita solitaria, le persone che lo credevano morto, lo nominarono vescovo nel 574, considerandolo eletto da Dio vista la testimonianza che riportò al suo risveglio. Gregorio di Tours riportò la sua esperienza in Storia dei Franchi, Libro VII, Capitolo I.
Salvius assunse il suo ruolo con applicazione, intervenendo con i potenti come Chilperico I e rimanendo in città per prendersi cura dei suoi parrocchiani durante un'epidemia di peste e una carestia. Morì di questa malattia nel 584.

### Culto
Le sue spoglie furono sepolte nel suo monastero, prima che le sue reliquie fossero trasferite in un santuario a lui dedicato, sul sito dell'attuale Collegiata San-Salvi. Questa chiesa fu la più importante di Albi fino alla costruzione della cattedrale di Santa Cecilia, e i vescovi di nuova nomina andavano a inchinarsi davanti alla sua sepoltura. La sua tomba scomparve durante lo sviluppo della collegiata nel XVIII secolo.

## Salvius d'Alvi nell'arte

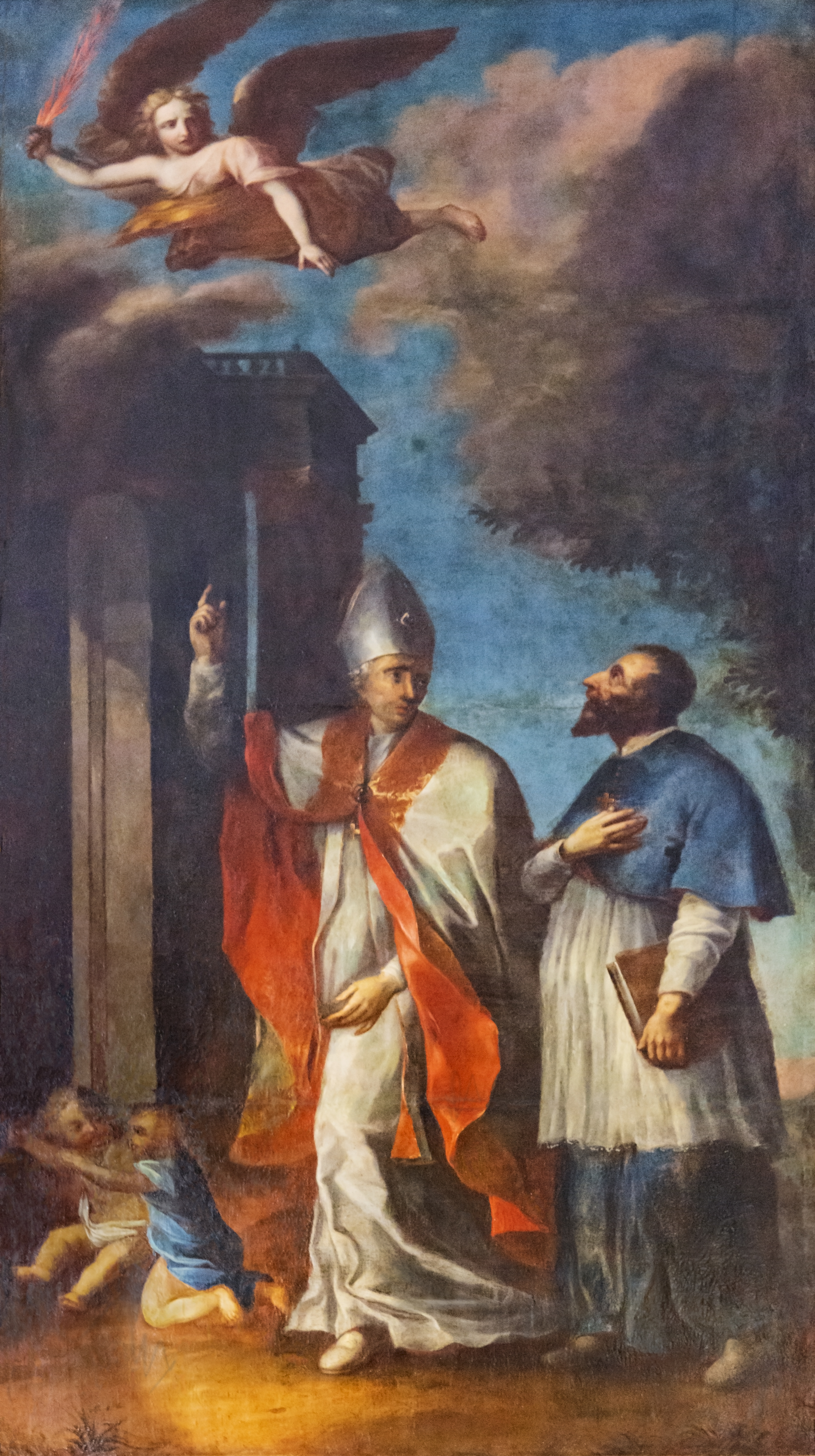
La profezia di San Salvius sulla casa della Collegiata Chilpéric Collegiata San-Salvi
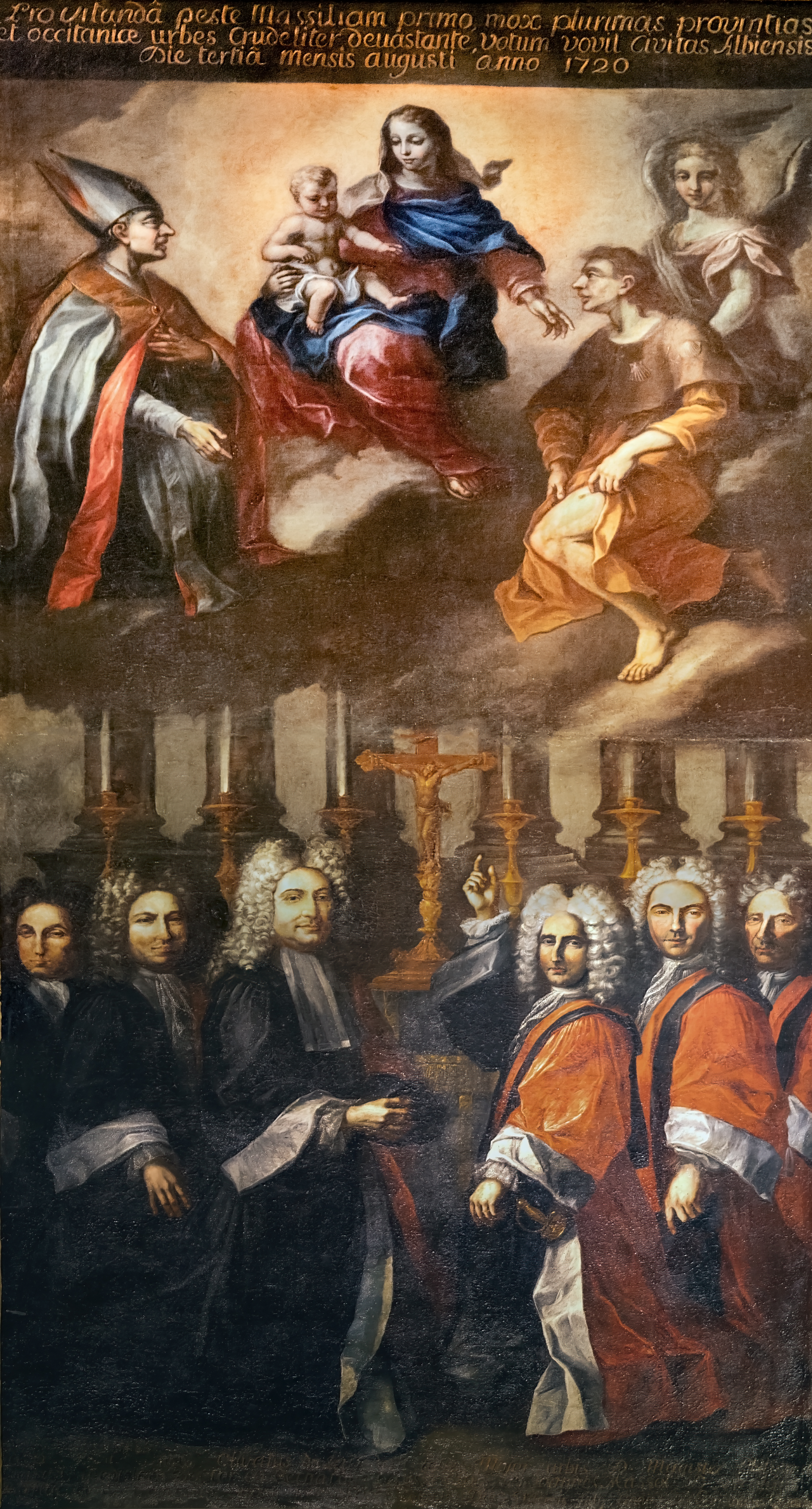
L'augurio dei Consoli Collegiata San-Salvi